# Felix Salten
Felix Salten (født 6. september 1869, død 8. oktober 1945) var en østrigsk-jødisk forfatter. Hans initiale navn var Siegmund Saltzmann.
Han blev født i Ungarn, men familien flyttede til Wien kort efter. Han boede i byen det meste af sit liv, men i 1939 flyttede han til Schweiz, hvor han opholdt sig til sin død.

## Værker i udvalg
- Der Gemeine (1899)
- Josefine Mutzenbacher: En wienerskøges historie fortalt af hende selv (1906)
- Herr Wenzel auf Rehberg und sein Knecht Kaspar Dinckel (1907)
- Olga Frohgemuth (1910)
- Der Wurstelprater (1911)
- Das Burgtheater (1922)
- Der Hund von Florenz (1923)
- Bambi (1923)
- Neue Menschen auf alter Erde: Eine Palästinafahrt (1925)
- Martin Overbeck: Der Roman eines reichen jungen Mannes (1927)
- Fünfzehn Hasen: Schicksale in Wald und Feld (1929)
- Fünf Minuten Amerika (1931)
- Florian: Das Pferd des Kaisers (1933)
- Die Jugend des Eichhörnchens Perri (1938)
- Bambis Kinder: Eine Familie im Walde (1939)
- Renni der Retter: Das Leben eines Kriegshundes (1940)
- Djibi, das Kätzchen (1945)

## Sekundærlitteratur
- Eddy, Beverley Driver: Felix Salten: Man of Many Faces. Riverside (Ca.): Ariadne Press, 2010. ISBN 978-1-57241-169-2
- Kühntopf, Michael: Juden, Juden, Juden, vol. 2, s. 58–61. Norderstedt 2008. ISBN 978-3-8334-8629-6
- Seibert, Ernst & Blumesberger, Susanne (red): Felix Salten – der unbekannte Bekannte. Wien 2006. ISBN 3-7069-0368-7.